# Джонсън (окръг, Индиана)
Вижте пояснителната страница за други значения на Джонсън.
Окръг Джонсън (на английски: Johnson County) е окръг в щата Индиана, Съединени американски щати. Площта му е 834 km², а населението е 161 765 души (1 април 2020). Административен център е град Франклин.